# Șilindia
Șilindia – wieś w Rumunii, w okręgu Arad, w gminie Șilindia. W 2011 roku liczyła 466 mieszkańców. 